# 三上絵里
三上 絵里（みかみ えり、本名：川堀 絵里〈かわほり えり〉、1970年6月11日 - ）は、日本の政治家、元テレビ新広島のアナウンサー、ディレクター。参議院議員（1期）、政治団体「結集ひろしま」副代表。
報道部を経て、2022年3月31日の退社時点で総務部に所属していた。
三上えりの表記も使用する。

## 経歴
広島県広島市中区出身。広島市立鈴が峰小学校、広島市立井口中学校、広島県立広島井口高等学校、アメリカバージニア州サザンセミナリーカレッジ卒業。
大学を卒業後、1991年からNHK広島放送局の地域情報番組でアシスタントを務めた。また、1994年からテレビ新広島の朝の生活情報番組『どっこい！神田の日めくりテレビ』のアシスタントを務めた（入社後も継続）。
1996年にテレビ新広島にアナウンサーとして入社し、1999年から3年間夕方のニュース番組『tssスーパーニュース』などに出演。2003年から約1年間の育児休業を経て、2004年10月に職場復帰。2005年、第21回FNSアナウンス大賞のナレーション部門でアナウンス賞を受賞した。アナウンス部リーダーを務めた。
2022年3月31日付ででテレビ新広島を退社。同年7月の第26回参議院議員通常選挙での立憲民主党・国民民主党・社会民主党などによる野党系団体「結集ひろしま」からの候補者として広島県選挙区からの立候補を調整していることが翌4月1日に報じられた。
同年4月7日、立憲民主党広島県総支部連合会と国民民主党広島県総支部連合会の幹部は国会内で会談し、候補者を三上に一本化し統一候補として擁立する方向で合意した。4月9日、「結集ひろしま」は広島市内で会合を開き、2022年参院選の候補者一本化に向けて協議し、「結集ひろしま」も三上に一本化で合意した。この会合に三上絵里が出席し決意を述べた。三上は政党に所属せず「結集ひろしま」の枠組みで無所属での立候補の意向で今月4月中にも正式に表明する予定と報じられた。
同年4月23日、リーガロイヤルホテル広島で記者会見を開き、夏の参議院選挙に向け立候補を正式に表明した。同年5月8日、結集ひろしま、各党県連、連合広島の代表が集まり、初の選挙対策会議を行った。その後、三上が行った初の街頭演説に、森本真治参議院議員、佐藤公治衆議院議員、宮口治子参議院議員が参加した。
同年6月22日の参議院議員選挙公示に伴い、広島県選挙区（改選数2）に立憲民主党・国民民主党・社会民主党推薦の無所属で立候補した。7月10日の投開票の結果、得票数2位で初当選を果たした。
同年9月20日、会派「立憲民主・社民」に入会した。

## 政策・主張

### 憲法
- 憲法改正について、2022年のNHKのアンケートで「反対」と回答[21]。
- 9条改憲について、2022年の毎日新聞社のアンケートで「反対」と回答[22]。9条への自衛隊の明記について、2022年のNHKのアンケートで「反対」と回答[21]。
- 憲法を改正し緊急事態条項を設けることについて、2022年のNHKのアンケートで「反対」と回答[21]。

### 外交・安全保障
- 敵基地攻撃能力を持つことについて、2022年のNHKのアンケートで「反対」と回答[21]。
- 普天間基地の辺野古移設について、2022年の毎日新聞社のアンケートで「反対」と回答[22]。
- ロシアは2022年2月24日、ウクライナへの全面的な軍事侵攻を開始した[23]。日本政府が行ったロシアに対する制裁措置についてどう考えるかとの問いに対し、2022年のNHKのアンケートで「さらに強めるべきだ」と回答[21]。同年の毎日新聞社のアンケートで「制裁をより強めるべきだ」と回答[22]。
- 2022年6月7日、政府は経済財政運営の指針「骨太方針」を閣議決定した。NATO加盟国が国防費の目標としている「GDP比2％以上」が例示され、防衛力を5年以内に抜本的に強化する方針が明記された[24]。「防衛費を今後どうしていくべきだと考えるか」との問いに対し、2022年のNHKのアンケートで「ある程度増やすべき」と回答[21]。
- 徴用工訴訟問題や慰安婦問題などをめぐり日韓の対立が続くなか、関係改善についてどう考えるかとの問いに対し、2022年の毎日新聞社のアンケートで「互いに譲歩すべきだ」と回答[22]。

### ジェンダー
- 選択的夫婦別姓制度の導入について、2022年のNHKのアンケートで「賛成」と回答[21]。
- 同性婚を可能とする法改正について、2022年のNHKのアンケートで「賛成」と回答[21]。
- クオータ制の導入について、2022年のNHKのアンケートで「賛成」と回答[21]。

### その他
- アベノミクスについて、2022年の毎日新聞社のアンケートで「評価できず、見直すべきだ」と回答[22]。
- 「原子力発電への依存度を今後どうするべきか」との問題提起に対し、2022年のNHKのアンケートで「下げるべき」と回答[21]。
- 国会議員の被選挙権年齢の引き下げについて、2022年の毎日新聞社のアンケートで「賛成」と回答[22]。

## 担当番組
テレビ新広島
- どっこい!神田の日めくりテレビ（1994年 - 1999年）
- TSSスーパーニュース（1999年 -2003年）
- TSSスピーク FNN
- tssスーパーニュース 広島スポーツの力
- わがまま!気まま!旅気分「感動の楽園リゾート 三十路すぎ乙女ふたりサイパンの旅」（2005年11月5日）千堂あきほと2人旅
- 知りため!プラス（2014年 - 2016年）
- 第25回FNSドキュメンタリー大賞ノミネート作品『もし、あなたの家族が… 〜日本の移植医療に未来はあるのか〜』（2016年11月2日、フジテレビ / 制作：テレビ新広島） - ディレクター[5]
- わんぱく大作戦 夏に輝け 〜カヌーキャンプ2019〜（2019年8月23日） - プロデューサー
- FNSドキュメンタリー大賞ノミネート作品『漁火のゆくえ じいの背中とボクの夢』（2020年5月30日） - ナレーション

## 講師
- 第二回みんなで学ぼうグリーンリボン（2018年7月16日）[25]

## 選挙歴
| 当落 | 選挙                     | 執行日         | 年齢 | 選挙区       | 政党   | 得票数     | 得票率 | 定数 | 得票順位 /候補者数 | 政党内比例順位 /政党当選者数 |
| ---- | ------------------------ | -------------- | ---- | ------------ | ------ | ---------- | ------ | ---- | ------------------ | ---------------------------- |
| 当   | 第26回参議院議員通常選挙 | 2022年07月10日 | 52   | 広島県選挙区 | 無所属 | 25万9363票 | 24.61% | 2    | 2/10               | /                            |